# Joan Rice
Joan Rice (* 3. Februar 1930 in Derby; † 1. Januar 1997 in Maidenhead, Berkshire) war eine britische Schauspielerin.

## Leben
Den größten Teil ihrer Jugend verbrachte die in Derby geborene Joan Rice mit ihren drei Geschwistern in einem Waisenhaus, nachdem ihr Vater wegen sexuellen Missbrauchs seiner beiden ältesten Töchter – darunter Joan Rice selbst – zu einer Gefängnisstrafe verurteilt worden war. Später arbeitete sie u. a. als Haushaltshilfe und Kellnerin, bevor sie im Alter von 19 Jahren eine Schönheitskonkurrenz gewann. 
Das führte schließlich zu Probeaufnahmen bei der Rank-Filmproduktion, die Joan Rice ohne Schauspielausbildung unter Vertrag nahm. Nach kleineren Rollen folgte 1952 ihr Durchbruch als Maid Marian in The Story of Robin Hood and His Merrie Men, der Disney-Version der Robin-Hood-Sage, die teils direkt im Sherwood Forest, teils in den Londoner Pinewood Studios mit einer rein britischen Besetzung aufgenommen wurde. Es folgten zunächst größere Rollen in kleineren Produktionen des britischen Kinos wie One Good Turn mit Norman Wisdom oder A Day to Remember mit Donald Sinden. Zu den bedeutenderen Filmen ihrer Karriere gehört die Piratengeschichte His Majesty O'Keefe mit Burt Lancaster. 
Nachdem die Angebote jedoch seltener wurden, verlagerte Rice ihren schauspielerischen Schwerpunkt auf die Bühne und ging mit Stücken wie Rebecca, View From the Bridge und The Reluctant Debutante auf Tournee. Ihren letzten Filmauftritt absolvierte sie 1970 in dem Hammer-Horror-Film The Horror of Frankenstein. 

## Filmografie
- 1951: One Wild Oat
- 1951: Verbrechen ohne Schuld (Blackmailed)
- 1952: Robin Hood und seine tollkühnen Gesellen (The Story of Robin Hood and his Merrie Men)
- 1952: Die Premiere findet doch statt (Curtain Up)
- 1952: Ein Fressen für die Fische (Gift Horse)
- 1954: Weißer Herrscher über Tonga (His Majesty O'Keefe)
- 1955: Verliebt, verrückt und nicht verheiratet (One Good Turn)
- 1959: Immer Ärger mit den Ladies (Operation Bullshine)
- 1961: Schmutziges Geld (Payroll)
- 1970: Frankensteins Schrecken (The Horror of Frankenstein)